# Bootstrapping (negocios)
El bootstrapping es un término procedente del inglés que hace referencia a empezar algo sin recursos o con muy pocos recursos. En el área de los negocios, significa ejercer alguna actividad emprendedora con poco o nada de capital, es decir, emprender únicamente con los medios que se tienen al alcance (un garaje, un teléfono antiguo, etc.).
Ventajas: 
1. Es una alternativa a la dificultad de acceso a la financiación externa.
2. Al autofinanciar el proyecto este no dependerá financieramente de terceros, y el endeudamiento de la empresa será mínimo.
3. Incentiva la cultura del ahorro.
4. Desarrolla la creatividad, dado que los recursos son limitados y hay que conseguir que sean suficientes.

Inconvenientes:
1. La falta de financiación puede limitar el crecimiento del proyecto por falta de inversión.
2. Reduce el tiempo de maduración en la creación y gestión de proyectos, dado que es necesario que estos generen rápidamente ingresos.
3. Dificulta el acceso a determinadas operaciones comerciales que requieren disponer de un margen financiero.
4. Hace más permeable el proyecto o la empresa a las oscilaciones del mercado y de la situación económica.